# Термено
Термено (итал. Termeno) је насеље у Италији у округу Болцано, региону Трентино-Јужни Тирол.
Према процени из 2011. у насељу је живело 2853 становника. Насеље се налази на надморској висини од 260 м.

## Становништво
Према резултатима пописа становништва 2011. у општини је живело 3.305 становника.
| 1931. | 1936. | 1951. | 1961. | 1971. | 1981. | 1991. | 2001. | 2011. |
| ----- | ----- | ----- | ----- | ----- | ----- | ----- | ----- | ----- |
| 2.862 | 2.734 | 2.743 | 2.828 | 2.886 | 2.935 | 2.963 | 3.193 | 3.305 |

## Партнерски градови
- Минделхајм, Швац, Редермарк